# Dänische Badmintonmeisterschaft 1937
Die Dänische Badmintonmeisterschaft 1937 fand in Kopenhagen statt. Es war die siebente Austragung der nationalen Titelkämpfe im Badminton in Dänemark.

## Titelträger
| Disziplin    | Sieger                                          |
| ------------ | ----------------------------------------------- |
| Herreneinzel | Eric Kirchoff, Gentofte BK                      |
| Dameneinzel  | Ruth Dalsgaard, Skovshoved IF                   |
| Herrendoppel | Tage Madsen Carl Frøhlke, Skovshoved IF         |
| Damendoppel  | Gerda Frederiksen Ruth Dalsgaard, Skovshoved IF |
| Mixed        | Aksel Hansen Ruth Dalsgaard, Skovshoved IF      |